# Pánczél Károly
Pánczél Károly (Budapest, 1961. április 3. – ) politikus, országgyűlési képviselő. 
1998. június 18. óta a Fidesz – Magyar Polgári Szövetség országgyűlési képviselője. 2014-től a Nemzeti összetartozás bizottsága elnöke.

## Életrajz
Az ócsai Bolyai János Gimnáziumban érettségizett 1979-ben. 1984-ben a Juhász Gyula Tanárképző Főiskolán diplomázott, ahol földrajz tanári és népművelői oklevelet kapott. 1996-ban Juhász Gyula Tanárképző Főiskola történelem szakát is elvégezte. 1999-ben a Budapesti Műszaki Egyetemen közoktatási vezető oklevelet szerzett.
1990 és 1993 között Gyál helyi önkormányzatának tagja, majd 1993 és 2014 között Gyál alpolgármestere. 1998. június 18. óta a Fidesz – Magyar Polgári Szövetség országgyűlési képviselője. 2002-ben a Pest megyei 13. számú választókerületben egyéni országgyűlési képviselővé választották. A 2006. évi országgyűlési választásokon Pest megyei területi listán szerzett mandátumot. 
2010-ben az országgyűlési választáson első fordulóban győztes a ráckevei választókerületben. 2014-ben, 2018-ban és 2022-ben a dabasi központú választókerület egyéni képviselőjévé választották, 2022-ben a hetedik mandátumát kezdte az Országgyűlésben. 2014-től a Nemzeti összetartozás bizottsága elnöke, amely időszak alatt kiteljesedett a nemzet határok feletti újraegyesítése. Jelenleg a Pest vármegyei 11. számú országgyűlési egyéni választókerület képviselője.
2014. július 4. és 2015. november 1. között a Fidesz – Magyar Polgári Szövetség frakcióvezető-helyettese.
Képviselőként tizenhat évig tagja volt az Oktatási és Tudományos Bizottságnak.